# Championnats de France de patinage artistique 2018
Navigation
Championnats de France 2017 Championnats de France 2019
Les championnats de France de patinage artistique 2018 ont eu lieu du 14 au 16 décembre 2017 à la patinoire du Petit Port à Nantes.
Les championnats accueillent le patinage artistique, la danse sur glace et le patinage synchronisé. Les championnats de France de ballet sur glace et de patinage de vitesse sur piste courte sont aussi organisés en même temps.

## Faits marquants
- Chafik Besseghier et Maé-Bérénice Méité récupèrent leurs titres perdus l'année passée.

- Le patineur monégasque Davide Lewton-Brain est invité à participer à la compétition masculine.

- Lola Esbrat et Andrei Novoselov deviennent champions de France par couples, à la suite du forfait de Vanessa James et Morgan Ciprès à cause d'une blessure à l'entraînement.

## Podiums
| Épreuves                                 | Or                                      | Argent                               | Bronze                               |
| Messieurs résultats détaillés            | Chafik Besseghier                       | Kevin Aymoz                          | Romain Ponsart                       |
| Dames résultats détaillés                | Maé-Bérénice Meité                      | Laurine Lecavelier                   | Léa Serna                            |
| Couples résultats détaillés              | Lola Esbrat / Andrei Novoselov          | Cléo Hamon / Denys Strekalin         | Coline Keriven / Noël-Antoine Pierre |
| Danse sur glace résultats détaillés      | Gabriella Papadakis / Guillaume Cizeron | Marie-Jade Lauriault / Romain Le Gac | Angelique Abachkina / Louis Thauron  |
| Patinage synchronisé résultats détaillés | Les Zoulous                             | -                                    | -                                    |

## Détails des compétitions

### Messieurs
| Rang | Nom                 | Points | Programme court | Programme court | Programme libre | Programme libre |
| ---- | ------------------- | ------ | --------------- | --------------- | --------------- | --------------- |
| 1    | Chafik Besseghier   | 234.03 | 1               | 80.50           | 1               | 153.53          |
| 2    | Kevin Aymoz         | 216.50 | 5               | 67.57           | 2               | 148.93          |
| 3    | Romain Ponsart      | 212.08 | 2               | 76.14           | 4               | 135.94          |
| 4    | Adam Siao Him Fa    | 210.59 | 4               | 68.48           | 3               | 142.11          |
| 5    | Philip Warren       | 200.80 | 3               | 69.63           | 5               | 131.17          |
| 6    | Adrien Tesson       | 189.65 | 6               | 67.42           | 6               | 122.23          |
| 7    | Luc Economides      | 182.76 | 7               | 62.78           | 7               | 119.98          |
| 8    | Julian Donica       | 151.51 | 9               | 53.68           | 4               | 97.83           |
| 9    | Landry Le May       | 148.24 | 10              | 53.14           | 10              | 95.10           |
| 10   | Lotfi Sereir        | 145.87 | 11              | 49.82           | 9               | 96.05           |
|      | Davide Lewton-Brain | 133.28 | 8               | 54.28           | 11              | 79.00           |

### Dames
| Rang | Nom                | Points | Programme court | Programme court | Programme libre | Programme libre |
| ---- | ------------------ | ------ | --------------- | --------------- | --------------- | --------------- |
| 1    | Maé-Bérénice Meité | 183.00 | 1               | 63.79           | 1               | 119.21          |
| 2    | Laurine Lecavelier | 178.04 | 2               | 63.12           | 3               | 114.92          |
| 3    | Léa Serna          | 171.39 | 3               | 55.58           | 2               | 115.81          |
| 4    | Alizée Crozet      | 147.35 | 4               | 49.01           | 5               | 98.34           |
| 5    | Julie Froetscher   | 145.50 | 5               | 47.08           | 4               | 98.42           |
| 6    | Pauline Wanner     | 126.63 | 6               | 45.03           | 7               | 81.60           |
| 7    | Cassandra Perotin  | 126.30 | 7               | 44.57           | 6               | 81.73           |
| 8    | Sandra Ramond      | 121.42 | 8               | 41.90           | 8               | 79.52           |
| 9    | Océane Piegad      | 116.16 | 9               | 40.89           | 9               | 75.27           |

### Couples
| Rang    | Nom                                  | Points | Programme court | Programme court | Programme libre | Programme libre |
| ------- | ------------------------------------ | ------ | --------------- | --------------- | --------------- | --------------- |
| 1       | Lola Esbrat / Andrei Novoselov       | 137.71 | 1               | 49.46           | 1               | 88.25           |
| 2       | Cléo Hamon / Denys Strekalin         | 123.92 | 2               | 48.36           | 3               | 75.56           |
| 3       | Coline Keriven / Noël-Antoine Pierre | 120.75 | 3               | 42.66           | 2               | 78.09           |
| Forfait | Vanessa James / Morgan Ciprès        |        |                 |                 |                 |                 |
| Forfait | Camille Mendoza / Pavel Kovalev      |        |                 |                 |                 |                 |

### Danse sur glace
| Rang | Nom                                     | Points | Danse courte | Danse courte | Danse libre | Danse libre |
| ---- | --------------------------------------- | ------ | ------------ | ------------ | ----------- | ----------- |
| 1    | Gabriella Papadakis / Guillaume Cizeron | 202.11 | 1            | 79.01        | 1           | 123.10      |
| 2    | Marie-Jade Lauriault / Romain Le Gac    | 163.94 | 2            | 63.50        | 2           | 100.44      |
| 3    | Angelique Abachkina / Louis Thauron     | 159.80 | 3            | 63.43        | 3           | 96.37       |
| 4    | Lorenza Alessandrini / Pierre Souquet   | 136.71 | 4            | 54.21        | 4           | 82.50       |

### Patinage synchronisé
| Rang | Nom                | Points | Programme court | Programme court | Programme libre | Programme libre |
| ---- | ------------------ | ------ | --------------- | --------------- | --------------- | --------------- |
| 1    | Les Zoulous (Lyon) | 131.44 | 1               | 47.74           | 1               | 83.70           |

## Source
Résultats des championnats de France 2018 sur le site csndg.org